# Баймурзинский сельсовет
Баймурзинский сельсовет — муниципальное образование в Мишкинском районе Башкортостана.
Административный центр — деревня Баймурзино.

## История
Согласно Закону о границах, статусе и административных центрах муниципальных образований в Республике Башкортостан имеет статус сельского поселения.

## Население
| 2002  | 2009  | 2010  | 2012  | 2013  | 2014  | 2015  |
| ----- | ----- | ----- | ----- | ----- | ----- | ----- |
| 1810  | ↘1793 | ↘1676 | ↘1626 | ↘1592 | ↘1537 | ↘1518 |
| 2016  | 2017  | 2018  |       |       |       |       |
| ↘1492 | ↘1461 | ↘1444 |       |       |       |       |

## Состав сельского поселения
| № | Населённый пункт | Тип населённого пункта          | Население |
| - | ---------------- | ------------------------------- | --------- |
| 1 | Баймурзино       | деревня, административный центр | ↘587      |
| 2 | Лепешкино        | деревня                         | ↗299      |
| 3 | Тигирменево      | деревня                         | ↘241      |
| 4 | Ишимово          | деревня                         | ↘193      |
| 5 | Иликово          | деревня                         | ↘156      |
| 6 | Новокильметово   | деревня                         | ↘151      |
| 7 | Кызыл-Юл         | деревня                         | ↘25       |
| 8 | Левицкий         | деревня                         | ↘24       |

## Известные уроженцы
- Ишкинин, Ишмай Иштубаевич (15 декабря 1914 — 2 августа 1964) — командир взвода 550-го стрелкового полка 126-й стрелковой дивизии 43-й армии 3-го Белорусский фронта, младший лейтенант, Герой Советского Союза (1945)[16][17].